# Copa del Món de Rugbi de 2003
La Copa del Món de Rugbi 2003 fou la cinquena Copa del Món de Rugbi i va suposar el primer títol per a Anglaterra. La idea inicial de la candidatura era una co-organització entre Austràlia i Nova Zelanda, però finalment tots els partits es van disputar en territori australià per diferències entre la part neozelandesa de la candidatura i la Rugby World Cup Limited. Els favorits previs a l'esdeveniment eren Anglaterra, ja que segons els experts es trobaven en el seu millor moment com a equip després de derrotar a tots els equips amb més tradició de rugbi de l'hemisferi i guanyar el Grand Slam en el Torneig de les Sis Nacions de 2003. També s'esperava una bona actuació de Nova Zelanda, França, Sud-àfrica i del campió i defensor del títol, Austràlia.
El torneig va començar amb la nació amfitriona Austràlia derrotant a Argentina per 24-8 al Telstra Stadium de Sydney. Austràlia va derrotar a Nova Zelanda 22-10 a la semifinal, per jugar contra Anglaterra a la final. En una final memorable, que es va decidir en la pròrroga, Austràlia i Anglaterra van mantenir un frec a frec fins que a les acaballes del torneig un drop de Jonny Wilkinson posaria el definitiu 20-17 per Anglaterra, que es va convertir en el primer equip de l'hemisferi nord per guanyar la Copa Webb Ellis i convertir-se en campions del món de per primera vegada.

## Classificació
Per a l'edició de 2003, l'organització va tornar al sistema anterior de classificació automàtica, de manera que els equips que havien assolit els quarts de final a Gal·les es classificaven automàticament per a l'edició de 2003. Les 12 places restants s'haruien de dirimir en diversos torneigs regionalitzats i una repesca. Finalment, els 20 equips classificats foren:
| Àfrica                          | Amèrica                                                                           | Europa | Oceania/Àsia                                                                                        |
| ------------------------------- | --------------------------------------------------------------------------------- | --- | --------------------------------------------------------------------------------------------------- |
| - Namíbia (Àfrica) - Sud-àfrica | - Argentina - Canadà (Amèrica 1) - Estats Units (Repesca 1) - Uruguai (Amèrica 2) | - Anglaterra - França - (Europa 1) - Itàlia (Europa 2) - Romania (Europa 3) - Escòcia - Geòrgia (Europa 4) - Gal·les | - Austràlia - Fiji (Oceania 1) - Nova Zelanda - Samoa (Oceania 2) - Tonga (Repesca 2) - Japó (Àsia) |

## Candidatura
Austràlia va guanyar el dret a organitzar la Copa del Món de 2003 en solitari després d'una disputa entre la Nova Zelanda i la World Rugby Cup Limited. S'esperava que Austràlia i Nova Zelanda coorganitzarien el torneig i que a terreny neozelandès es farien 23 dels 48 partits. La insistència de Nova Zelanda sobre la modificació de les disposicions relatives en la designació de les seus va fer que la International Rugby Board li retirés el dret de ser seu del torneig.

## Seus
En línies generals, la capacitat total dels estadis per al torneig fou menor que la de la Copa del Món de Rugbi 1999 feta a Gal·les. El Adelaide Oval es va sotmetre a una remodelació que va costar $ 20 milions, finançada íntegrament per l'Associació de Cricket d'Austràlia del Sud, amb dues noves tribunes construïdes al costat de les Victor Richardson Gates. El Suncorp Stadium fou una nova seu amb un cost de $ 280 milions dissenyat específicament per al rugbi, i es va obrir just abans de l'inici de la Copa Mundial 2003. El Central Coast Stadium fou també un lloc de nova construcció, i va obrir les portes al febrer de 2000 amb un cost d'uns $ 30 milions. L'Aussie Stadium fou un dels dos estadis de Sydney, el qual ja s'havia utilitzat per a la competició de futbol durant els Jocs Olímpics d'Estiu de 2000. L'altre lloc a Sydney fou el Telstra Stadium, que ja fou una peça central dels Jocs Olímpics del 2000. Anteriorment conegut com a Estadi d'Austràlia, el Telstra Stadium va ser construït amb un cost de més de 600 milions $ australians i va ser l'estadi més gran utilitzat a la Copa del Món de 2003.
| Estadi                | núm. partits | Ciutat               | Estat                        | Capacitat | Màxima assistència                      |
| --------------------- | ------------ | -------------------- | ---------------------------- | --------- | --------------------------------------- |
| Telstra Stadium       | 7            | Sydney               | New South Wales              | 83.500    | 82.957 (Final: Austràlia vs Anglaterra) |
| Aussie Stadium        | 5            | Sydney               | New South Wales              | 42.500    | 37.137 (Escòcia vs. Fiji)               |
| Central Coast Stadium | 3            | Gosford              | New South Wales              | 20.059    | 19.653 (Japó vs. Estats Units)          |
| WIN Stadium           | 2            | Wollongong           | New South Wales              | 18.484    | 17.833 (França vs. Estats Units)        |
| Suncorp Stadium       | 9            | Brisbane             | Queensland                   | 52.500    | 48.778 (Austràlia vs. Romania)          |
| Dairy Farmers Stadium | 3            | Townsville           | Queensland                   | 24,843    | 21,309 (França vs. Japó)                |
| Telstra Dome          | 7            | Melbourne            | Victoria                     | 53.371    | 54.206 (Austràlia vs. Irlanda)          |
| Subiaco Oval          | 5            | Perth                | Western Australia            | 42.922    | 38.834 (Sud-àfrica vs. Anglaterra)      |
| Canberra Stadium      | 4            | Canberra             | Australian Capital Territory | 24.647    | 22.641 (Itàlia vs. Gal·les)             |
| Adelaide Oval         | 2            | Adelaida             | South Australia              | 33.597    | 30.203 (Irlanda vs. Argentina)          |
| York Park             | 1            | Launceston, Tasmània | Tasmània                     | 19.891    | 15.457 (Namíbia vs. Romania)            |

## Àrbitres
- Pablo Deluca
- Andrew Cole
- Stuart Dickinson
- Scott Young
- Peter Marshall
- Chris White
- Tony Spreadbury
- Joel Jutge
- Alain Rolland
- Dave McHugh
- Paul Honiss
- Paddy O'Brien
- Steve Walsh
- Jonathan Kaplan
- Nigel Williams

## Fase de grups
Després del complex format utilitzat en la Copa del Món de Rugbi de 1999, un nou format més simple va ser introduït i els vint equips es van dividir en quatre grups de cinc nacions, amb els dos primers de cada grup que accedien directament a la fase final. finalment, 40 partits foren disputats en la fase de grups. També, per primera vegada, un sistema de punts de bonificació es va implementar en la puntuació dels partits en la fase de grups. Aquest sistema és idèntic a l'utilitzat durant molt temps en l'hemisferi sud, i aviat fou adoptat en la majoria de les competicions europees amb excepció del Torneig de les Sis Nacions. Així doncs, els equips reben 4 punts per victòria, 2 punts per empat, 1 punt de bonificació ofensiva per anotar quatre o més assaigs en un partit i 1 punt de bonificació defensiva per perdre un partit per set punts o menys.
| Grup A                                              | Grup B                                        | Grup C                                              | Grup D                                           |
| --------------------------------------------------- | --------------------------------------------- | --------------------------------------------------- | ------------------------------------------------ |
| Austràlia · Irlanda · Argentina · Namíbia · Romania | França · Estats Units · Japó · Fiji · Escòcia | Sud-àfrica · Anglaterra · Samoa · Geòrgia · Uruguai | Nova Zelanda · Gal·les · Itàlia · Canadà · Tonga |

## Fase de Grups
| Classificat per a quarts de finals |

### Grup A
| Equip     | J | G | E | P | PF  | PC  | Bonus | Pts |
| --------- | - | - | - | - | --- | --- | ----- | --- |
| Austràlia | 4 | 4 | 0 | 0 | 273 | 32  | 2     | 18  |
| Irlanda   | 4 | 3 | 0 | 1 | 141 | 56  | 3     | 15  |
| Argentina | 4 | 2 | 0 | 2 | 140 | 57  | 3     | 11  |
| Romania   | 4 | 1 | 0 | 3 | 65  | 192 | 1     | 5   |
| Namíbia   | 4 | 0 | 0 | 4 | 28  | 310 | 0     | 0   |

| Austràlia                       | 24–8 (14-3) | Argentina          | 10 d'octubre de 2003, 20:30 UTC+10 - Telstra Stadium, Sydney Assistència: 81.350 espectadors Àrbitre: Paul Honiss (Nova Zelanda) |
| Con.: Flatley Pen.: Flatley (4) |             | Pen.: M. Contepomi | 10 d'octubre de 2003, 20:30 UTC+10 - Telstra Stadium, Sydney Assistència: 81.350 espectadors Àrbitre: Paul Honiss (Nova Zelanda) |

| Irlanda                                        | 45–17 (26-0) | Romania                          | 11 d'octubre de 2003, 17:00 UTC+10 - Central Coast Stadium, Gosford Assistència: 19.123 espectadors Àrbitre: Jonathan Kaplan (Sud-àfrica) |
| Con.: Humphreys (3) O'Gara Pen.: Humphreys (4) |              | Con.: Tofan Vioreanu Pen.: Tofan | 11 d'octubre de 2003, 17:00 UTC+10 - Central Coast Stadium, Gosford Assistència: 19.123 espectadors Àrbitre: Jonathan Kaplan (Sud-àfrica) |

| Argentina | 67–14 (27-7) | Namíbia                                      | 14 d'octubre de 2003, 19:30 UTC+10 - Central Coast Stadium, Gosford Assistència: 17.887 espectadors Àrbitre: Nigel Whitehouse (Gal·les) |
| Assaigs: Méndez, Bouza (2), J. Fernández Miranda, Assaig de càstig (2), Gaitán (3), N. Fernández Miranda Con: Quesada (7) Pen: Quesada |              | Assaigs: Grobier, Husselman Con: Wessels (2) | 14 d'octubre de 2003, 19:30 UTC+10 - Central Coast Stadium, Gosford Assistència: 17.887 espectadors Àrbitre: Nigel Whitehouse (Gal·les) |

| Austràlia | 90–8 (38-8) | Romania                      | 18 d'octubre de 2003, 16:00 UTC+10 - Suncorp Stadium, Brisbane Assistència: 48.778 espectadors Àrbitre: Pablo De Luca (Argentina) |
| Assaigs: Flatley, Rogers (3), Burke (2), Larkham (2), Mortlock, Roff, Giteau, Tuqiri, Smith Con: Flatley (11) Pen: Flatley |             | Assaigs: Toderasc Pen: Tofan | 18 d'octubre de 2003, 16:00 UTC+10 - Suncorp Stadium, Brisbane Assistència: 48.778 espectadors Àrbitre: Pablo De Luca (Argentina) |

| Irlanda                                                                                                 | 64–7 (33-7) | Namíbia                      | 19 d'octubre de 2003, 20:00 UTC+10 - Aussie Stadium, Sydney Assistència: 35.382 espectadors Àrbitre: Andrew Cole (Austràlia) |
| Assaigs: Quinlan (2), Dempsey, Hickie, Horan, Miller (2), G. Easterby, S. Horgan, Kelly Con: O'Gara (7) |             | Assaigs: Powell Con: Wessels | 19 d'octubre de 2003, 20:00 UTC+10 - Aussie Stadium, Sydney Assistència: 35.382 espectadors Àrbitre: Andrew Cole (Austràlia) |

| Argentina | 50–3 (31-0) | Romania          | 22 d'octubre de 2003, 14:00 UTC+10 - Aussie Stadium, Sydney Assistència: 33.673 espectadors Àrbitre: Chris White (Anglaterra) |
| Assaigs: Gaitán, Hernández (2), M. Contepomi, N. Fernández Miranda, Bouza (2) Con: J. Fernández Miranda (4), Quesada (2) Pen: J. Fernández Miranda |             | Pen: Ionut Tofan | 22 d'octubre de 2003, 14:00 UTC+10 - Aussie Stadium, Sydney Assistència: 33.673 espectadors Àrbitre: Chris White (Anglaterra) |

| Austràlia | 142–0 (69-0) | Namíbia | 25 d'octubre de 2003, 15:30 UTC+9:30 - Adelaide Oval Assistència: 28.196 espectadors Àrbitre: Joël Jutge (França) |
| Assaigs: Latham (5), Lyons, Mortlock, Tuqiri (3), Assaig de càstig, Rogers (2), Paul, Giteau (3), Grey, Turinui (2), Burke, Roe Con: Rogers (16) |              |         | 25 d'octubre de 2003, 15:30 UTC+9:30 - Adelaide Oval Assistència: 28.196 espectadors Àrbitre: Joël Jutge (França) |

| Argentina                               | 15–16 (9-10) | Irlanda                                                    | 26 d'octubre de 2003, 18:00 UTC+10:30 - Adelaide Oval Assistència: 30.203 espectadors Àrbitre: André Watson (Sud-àfrica) |
| Pen: Quesada (3) Drop: Quesada, Corleto |              | Assaigs: Quinlan Con: Humphreys Pen: Humphreys, O'Gara (2) | 26 d'octubre de 2003, 18:00 UTC+10:30 - Adelaide Oval Assistència: 30.203 espectadors Àrbitre: André Watson (Sud-àfrica) |

| Namíbia                      | 7–37 (0-32) | Romania                                                                             | 30 d'octubre de 2003, 20:00 UTC+11 - York Park, Launceston Assistència: 15.457 espectadors Àrbitre: Peter Marshall (Austràlia) |
| Assaigs: Isaacs Con: Wessels |             | Assaigs: Petrichei, Sirbu, Chiriac, Teodorescu, Sauan Con: Tofan (3) Pen: Tofan (2) | 30 d'octubre de 2003, 20:00 UTC+11 - York Park, Launceston Assistència: 15.457 espectadors Àrbitre: Peter Marshall (Austràlia) |

| Austràlia                                    | 17–16 (11-6) | Irlanda                                                          | 1 de novembre de 2003, 20:35 UTC+11 - Telstra Dome, Melbourne Assistència: 54,206 espectadors Àrbitre: Paddy O'Brien (Nova Zelanda) |
| Assaigs: Smith Pen: Flatley (3) Drop: Gregan |              | Assaigs: O'Driscoll Con: O'Gara Pen: O'Gara (2) Drop: O'Driscoll | 1 de novembre de 2003, 20:35 UTC+11 - Telstra Dome, Melbourne Assistència: 54,206 espectadors Àrbitre: Paddy O'Brien (Nova Zelanda) |

### Grup B
| Equip        | J | G | E | P | PF  | PC  | Bonus | Pts |
| ------------ | - | - | - | - | --- | --- | ----- | --- |
| França       | 4 | 4 | 0 | 0 | 204 | 70  | 4     | 20  |
| Escòcia      | 4 | 3 | 0 | 1 | 102 | 97  | 2     | 14  |
| Fiji         | 4 | 2 | 0 | 2 | 98  | 114 | 2     | 10  |
| Estats Units | 4 | 1 | 0 | 3 | 86  | 125 | 2     | 6   |
| Japó         | 4 | 0 | 0 | 4 | 79  | 163 | 0     | 0   |

| França                                                                                       | 61–18 (24-18) | Fiji                                                     | 11 d'octubre de 2003, 19:30 UTC+10 - Suncorp Stadium, Brisbane Assistència: 46,795 espectadors Àrbitre: Alain Rolland (Irlanda) |
| Assaigs: Dominici (2), Harinordoquy, Jauzion (3), Ibañez Con: Michalak (4) Pen: Michalak (6) |               | Assaigs: Naevo, Caucaunibuca Con: Little Pen: Little (2) | 11 d'octubre de 2003, 19:30 UTC+10 - Suncorp Stadium, Brisbane Assistència: 46,795 espectadors Àrbitre: Alain Rolland (Irlanda) |

| Escòcia                                                                               | 32–11 (15-6) | Japó                             | 11 d'octubre de 2003, 20:00 UTC+10 - Dairy Farmers Stadium, Townsville Assistència: 19,170 espectadors Àrbitre: Stuart Dickinson (Austràlia) |
| Assaigs: Paterson (2), Grimes, Taylor, Danielli Con: Paterson, Townsend Pen: Paterson |              | Assaigs: Onozawa Pen: Hirose (2) | 11 d'octubre de 2003, 20:00 UTC+10 - Dairy Farmers Stadium, Townsville Assistència: 19,170 espectadors Àrbitre: Stuart Dickinson (Austràlia) |

| Fiji                                       | 19–18 (3-6) | Estats Units                                           | 15 d'octubre de 2003, 17:00 UTC+10 - Suncorp Stadium, Brisbane Assistència: 30,990 espectadors Àrbitre: Joël Jutge (França) |
| Assaigs: Naevo Con: Little Pen: Little (4) |             | Assaigs: van Zyl, Schubert Con: Hercus Pen: Hercus (2) | 15 d'octubre de 2003, 17:00 UTC+10 - Suncorp Stadium, Brisbane Assistència: 30,990 espectadors Àrbitre: Joël Jutge (França) |

| França                                                                                                  | 51–29 (20-16) | Japó                                                      | 18 d'octubre de 2003, 19:00 UTC+10 - Dairy Farmers Stadium, Townsville Assistència: 21.309 espectadors Àrbitre: Alan Lewis (Irlanda) |
| Assaigs: Michalak, Rougerie (2), Pelous, Dominici, Crenca Con: Michalak (5), Merceron Pen: Michalak (3) |               | Assaigs: Konia, Ohata Con: Kurihara (2) Pen: Kurihara (5) | 18 d'octubre de 2003, 19:00 UTC+10 - Dairy Farmers Stadium, Townsville Assistència: 21.309 espectadors Àrbitre: Alan Lewis (Irlanda) |

| Escòcia                                                                             | 39–15 (24-9) | Estats Units    | 20 d'octubre de 2003, 19:30 UTC+10 - Suncorp Stadium, Brisbane Assistència: 46.796 espectadors Àrbitre: Jonathan Kaplan (Sud-àfrica) |
| Assaigs: Danielli (2), Kerr, Townsend, Paterson Con: Paterson (4) Pen: Paterson (2) |              | Pen: Hercus (5) | 20 d'octubre de 2003, 19:30 UTC+10 - Suncorp Stadium, Brisbane Assistència: 46.796 espectadors Àrbitre: Jonathan Kaplan (Sud-àfrica) |

| Fiji                                                                        | 41–13 (16-13) | Japó                                                 | 23 d'octubre de 2003, UTC+10 - Dairy Farmers Stadium, Townsville Assistència: 17.269 espectadors Àrbitre: Nigel Whitehouse (Gal·les) |
| Assaigs: Tuilevu (2), Ligairi (2), Vunibaka Con: Little (2) Pen: Little (4) |               | Assaigs: Miller Con: Miller Pen: Miller Drop: Miller | 23 d'octubre de 2003, UTC+10 - Dairy Farmers Stadium, Townsville Assistència: 17.269 espectadors Àrbitre: Nigel Whitehouse (Gal·les) |

Andy Miller va fer un drop de 52 metres el més llarg, fins aquell moment.
| França | 51–9 (19-6) | Escòcia           | 25 d'octubre de 2003, 20:30 UTC+10 - Telstra Stadium, Sydney Assistència: 78.974 espectadors Àrbitre: David McHugh (Irlanda) |
| Assaigs: Betsen, Harinordoquy, Michalak, Galthié, Brusque Con: Michalak (3), Merceron Pen: Michalak (4) Drop: Michalak, Brusque |             | Pen: Paterson (3) | 25 d'octubre de 2003, 20:30 UTC+10 - Telstra Stadium, Sydney Assistència: 78.974 espectadors Àrbitre: David McHugh (Irlanda) |

| Japó                                                         | 26–39 (10-20) | Estats Units                                                                         | 27 d'octubre de 2003, 19:30 UTC+11 - Central Coast Stadium, Gosford Assistència: 19.653 espectadors Àrbitre: Steve Walsh (Nova Zelanda) |
| Assaigs: Kurihara, Ohata Con: Kurihara (2) Pen: Kurihara (4) |               | Assaigs: Hercus, Eloff, Schubert, van Zyl, Khasigian Con: Hercus (4) Pen: Hercus (2) | 27 d'octubre de 2003, 19:30 UTC+11 - Central Coast Stadium, Gosford Assistència: 19.653 espectadors Àrbitre: Steve Walsh (Nova Zelanda) |

| França                                                                                         | 41–14 (26-0) | Estats Units                              | 31 d'octubre de 2003, 19:30 UTC+11 - WIN Stadium, Wollongong Assistència: 17,833 espectadors Àrbitre: Paul Honiss (Nova Zelanda) |
| Assaigs: Liebenberg (3), Poux, Yannick BBru Con: Merceron (2) Pen: Merceron (3) Drop: Yachvili |              | Assaigs: Hercus, Schubert Con: Hercus (2) | 31 d'octubre de 2003, 19:30 UTC+11 - WIN Stadium, Wollongong Assistència: 17,833 espectadors Àrbitre: Paul Honiss (Nova Zelanda) |

| Escòcia                                        | 22–20 (6-14) | Fiji                                                      | 1 de novembre de 2003, 16:00 UTC+11 - Aussie Stadium, Sydney Assistència: 37,137 espectadors Àrbitre: Tony Spreadbury (Anglaterra) |
| Assaigs: Smith Con: Paterson Pen: Paterson (5) |              | Assaigs: Caucaunibuca (2) Con: Little (2) Pen: Little (2) | 1 de novembre de 2003, 16:00 UTC+11 - Aussie Stadium, Sydney Assistència: 37,137 espectadors Àrbitre: Tony Spreadbury (Anglaterra) |

### Grup C

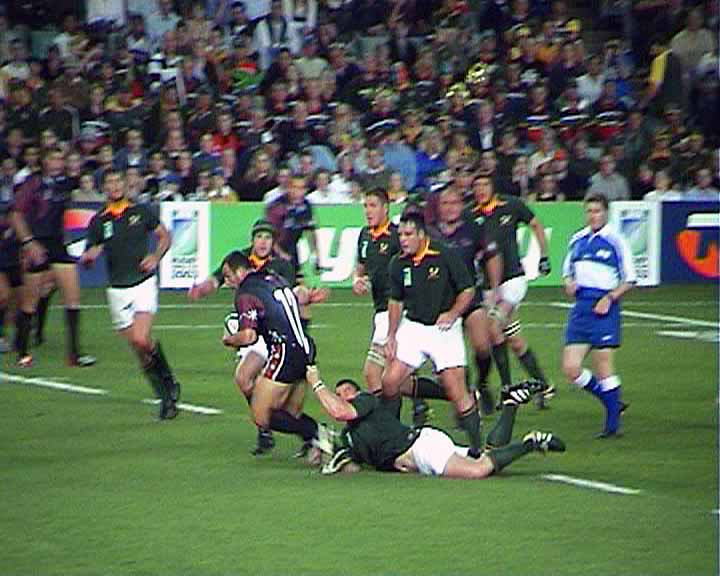
Sud-àfrica vs Georgia,
24 d'octubre de 2003

| Equip      | J | G | E | P | PF  | PC  | Bonus | Pts |
| ---------- | - | - | - | - | --- | --- | ----- | --- |
| Anglaterra | 4 | 4 | 0 | 0 | 255 | 47  | 3     | 19  |
| Sud-àfrica | 4 | 3 | 0 | 1 | 184 | 60  | 3     | 15  |
| Samoa      | 4 | 2 | 0 | 2 | 138 | 117 | 2     | 10  |
| Uruguai    | 4 | 1 | 0 | 3 | 56  | 255 | 0     | 4   |
| Geòrgia    | 4 | 0 | 0 | 4 | 46  | 200 | 0     | 0   |

| Sud-àfrica | 72–6 (36-6) | Uruguai          | 11 d'octubre de 2003, 20:00 UTC+8 - Subiaco Oval, Perth, Western Australia Assistència: 16.906 espectadors Àrbitre: Paddy O'Brien (Nova Zelanda) |
| Assaigs: van der Westhuizen (3), van Niekerk, Botha, Delport, Fourie, Bands, Rossouw, Scholtz, Greef Con: Koen (5), Hougaard |             | Pen: Aguirre (2) | 11 d'octubre de 2003, 20:00 UTC+8 - Subiaco Oval, Perth, Western Australia Assistència: 16.906 espectadors Àrbitre: Paddy O'Brien (Nova Zelanda) |

| Anglaterra | 84–6 (34-3) | Geòrgia                        | 12 d'octubre de 2003, 20::00 UTC+8 - Subiaco Oval, Perth Assistència: 25.501 espectadors Àrbitre: Pablo De Luca (Argentina) |
| Assaigs: Tindall, Dawson, Thompson, Back, Dallaglio, Greenwood (2), Regan, Cohen (2), Robinson, Luger Con: Wilkinson (5), Grayson (4) Pen: Wilkinson (2) |             | Pen: Urjukashvili, Jimsheladze | 12 d'octubre de 2003, 20::00 UTC+8 - Subiaco Oval, Perth Assistència: 25.501 espectadors Àrbitre: Pablo De Luca (Argentina) |

| Samoa | 60–13 (29-5) | Uruguai                             | 15 d'octubre de 2003, 20:00 UTC+8 - Subiaco Oval, Perth Assistència: 22,020 espectadors Àrbitre: David McHugh (Irlanda) |
| Assaigs: Fa'asavalu (2), Lima (2), Tagicakibau, Fa'atau, Lemalu, Vili, Feaunati, Palepoi Con: Va'a (3), Vili (2) |              | Assaigs: Capó, Lemoine Pen: Aguirre | 15 d'octubre de 2003, 20:00 UTC+8 - Subiaco Oval, Perth Assistència: 22,020 espectadors Àrbitre: David McHugh (Irlanda) |

| Sud-àfrica    | 6–25 (6-6) | Anglaterra                                                               | 18 d'octubre de 2003, 20:00 UTC+8 - Subiaco Oval, Perth, Western Australia Assistència: 38,834 espectadors Àrbitre: Peter Marshall (Austràlia) |
| Pen: Koen (2) |            | Assaigs: Greenwood Con: Wilkinson Pen: Wilkinson (4) Drop: Wilkinson (2) | 18 d'octubre de 2003, 20:00 UTC+8 - Subiaco Oval, Perth, Western Australia Assistència: 38,834 espectadors Àrbitre: Peter Marshall (Austràlia) |

| Geòrgia                                | 9–46 (9-24) | Samoa                                                                                     | 19 d'octubre de 2003, 20:00 UTC+8 - Subiaco Oval, Perth Assistència: 21,507 espectadors Àrbitre: Alain Rolland (Irlanda) |
| Pen: Jimsheladze (2) Drop: Jimsheladze |             | Assaigs: Tagicakibau, Vaa'a, Sititi, So'oialo, Feaunati, Lima Con: Va'a (5) Pen: Va'a (2) | 19 d'octubre de 2003, 20:00 UTC+8 - Subiaco Oval, Perth Assistència: 21,507 espectadors Àrbitre: Alain Rolland (Irlanda) |

| Sud-àfrica                                                                                         | 46–19 (24-6) | Geòrgia                                                                    | 24 d'octubre de 2003, 20:00 UTC+10 - Aussie Stadium, Sydney Assistència: 34.308 espectadors Àrbitre: Stuart Dickinson (Austràlia) |
| Assaigs: Rossouw (2), Hougaard, van Niekerk, Fourie, Botha, Burger Con: Hougaard (4) Pen: Hougaard |              | Assaigs: Dadunashvili Con: Jimsheladze Pen: Jimsheladze (3), Kvirikashvili | 24 d'octubre de 2003, 20:00 UTC+10 - Aussie Stadium, Sydney Assistència: 34.308 espectadors Àrbitre: Stuart Dickinson (Austràlia) |

| Anglaterra                                                                                              | 35–22 (7-16) | Samoa                                   | 26 d'octubre de 2003, 20:30 UTC+00 - Telstra Dome, Melbourne Assistència: 50.647 espectadors Àrbitre: Jonathan Kaplan (Sud-àfrica) |
| Assaigs: Back, Assaig de càstig, Balshaw, Vickery Con: Wilkinson (3) Pen: Wilkinson (2) Drop: Wilkinson |              | Assaigs: Sititi Con: Va'a Pen: Va'a (5) | 26 d'octubre de 2003, 20:30 UTC+00 - Telstra Dome, Melbourne Assistència: 50.647 espectadors Àrbitre: Jonathan Kaplan (Sud-àfrica) |

| Geòrgia                              | 12–24 (3-10) | Uruguai                                                                           | 28 d'octubre de 2003, 19:30 UTC+11 - Aussie Stadium, Sydney Assistència: 28.576 espectadors Àrbitre: Kelvin Deaker (Nova Zelanda) |
| Pen: Urjukashvili, Kvirikashvili (3) |              | Assaigs: Cardoso, Lamelas, Brignoni Con: Aguirre (2), Menchaca Pen: Juan Menchaca | 28 d'octubre de 2003, 19:30 UTC+11 - Aussie Stadium, Sydney Assistència: 28.576 espectadors Àrbitre: Kelvin Deaker (Nova Zelanda) |

| Sud-àfrica | 60–10 (31-3) | Samoa                                | 1 de novembre de 2003, 17:30 UTC+10 - Suncorp Stadium, Brisbane Assistència: 48.496 espectadors Àrbitre: Chris White (Anglaterra) |
| Assaigs: van Niekerk, Muller, Hougaard, Smith, Willemse, Fourie, van der Westhuyzen, de Kock Con: Hougaard (5), Koen (2) Pen: Hougaard Drop: Hougaard |              | Assaigs: Palepoi Con: Va'a Pen: Va'a | 1 de novembre de 2003, 17:30 UTC+10 - Suncorp Stadium, Brisbane Assistència: 48.496 espectadors Àrbitre: Chris White (Anglaterra) |

| Anglaterra | 111–13 (42-6) | Uruguai                                          | 2 de novembre de 2003, 17:30 UTC+10 - Suncorp Stadium, Brisbane Assistència: 46.233 espectadors Àrbitre: Nigel Whitehouse (Gal·les) |
| Assaigs: Moody, Lewsey (5), Balshaw (2), Catt (2), Gomarsall (2), Luger, Abbott, Robinson (2), Greenwood Con: Grayson (11), Catt (2) |               | Assaigs: Lemoine Con: Menchaca Pen: Menchaca (2) | 2 de novembre de 2003, 17:30 UTC+10 - Suncorp Stadium, Brisbane Assistència: 46.233 espectadors Àrbitre: Nigel Whitehouse (Gal·les) |

### Grup D
| Equip        | J | G | E | P | PF  | PC  | Bonus | Pts |
| ------------ | - | - | - | - | --- | --- | ----- | --- |
| Nova Zelanda | 4 | 4 | 0 | 0 | 282 | 57  | 4     | 20  |
| Gal·les      | 4 | 3 | 0 | 1 | 132 | 98  | 2     | 14  |
| Itàlia       | 4 | 2 | 0 | 2 | 77  | 123 | 0     | 8   |
| Canadà       | 4 | 1 | 0 | 3 | 54  | 135 | 1     | 5   |
| Tonga        | 4 | 0 | 0 | 4 | 46  | 178 | 1     | 1   |

| Nova Zelanda | 70–7 (25-0) | Itàlia                       | 11 d'octubre de 2003, 14:30 UTC+10 - Telstra Dome, Melbourne Assistència: 41.715 espectadors Àrbitre: Andrew Cole (Austràlia) |
| Assaigs: B. Thorn, R. Thorne, Howlett (2), Spencer (2), Rokocoko (2), Marshall, Carter, MacDonald Con: Carter (6) Pen: Spencer |             | Assaigs: Phillips Con: Peens | 11 d'octubre de 2003, 14:30 UTC+10 - Telstra Dome, Melbourne Assistència: 41.715 espectadors Àrbitre: Andrew Cole (Austràlia) |

| Gal·les                                                                            | 41–10 (20-3) | Canadà                                     | 12 d'octubre de 2003, 18:00 UTC+10 - Telstra Dome, Melbourne Assistència: 24.874 espectadors Àrbitre: Chris White (Anglaterra) |
| Assaigs: Parker, Cooper, M. Jones, Charvis, Thomas Con: Harris (5) Pen: Harris (2) |              | Assaigs: Tkachuk Con: Pritchard Drop: Ross | 12 d'octubre de 2003, 18:00 UTC+10 - Telstra Dome, Melbourne Assistència: 24.874 espectadors Àrbitre: Chris White (Anglaterra) |

| Itàlia                                                              | 36–12 (9-7) | Tonga                                   | 15 d'octubre de 2003, 19:30 UTC+10 - Canberra Stadium Assistència: 18.967 espectadors Àrbitre: Steve Walsh (Nova Zelanda) |
| Assaigs: M. Dallan, D. Dallan (2) Con: Wakarua (3) Pen: Wakarua (5) |             | Assaigs: Payne, Tu'ifua Con: Tu'ipulotu | 15 d'octubre de 2003, 19:30 UTC+10 - Canberra Stadium Assistència: 18.967 espectadors Àrbitre: Steve Walsh (Nova Zelanda) |

| Nova Zelanda                                                                 | 68–6 (21-3) | Canadà          | 17 d'octubre de 2003, 19:30 UTC+10 - Telstra Dome, Melbourne Assistència: 38.899 espectadors Àrbitre: Tony Spreadbury (Anglaterra) |
| Assaigs: Ralph (2), So'oialo (2), Muliaina (4), Meeuws, Nonu Con: Carter (9) |             | Pen: Barker (2) | 17 d'octubre de 2003, 19:30 UTC+10 - Telstra Dome, Melbourne Assistència: 38.899 espectadors Àrbitre: Tony Spreadbury (Anglaterra) |

| Gal·les                                                                        | 27–20 (11-10) | Tonga                                             | 19 d'octubre de 2003, 18:00 UTC+10 - Canberra Stadium Assistència: 19.806 espectadors Àrbitre: Paul Honiss (Nova Zelanda) |
| Assaigs: Cooper, M. Williams Con: S. Jones Pen: S. Jones (4) Drop: M. Williams |               | Assaigs: Hola, Kivalu, Lavaka Con: Hola Pen: Hola | 19 d'octubre de 2003, 18:00 UTC+10 - Canberra Stadium Assistència: 19.806 espectadors Àrbitre: Paul Honiss (Nova Zelanda) |

| Itàlia                                         | 19–14 (6-6) | Canadà                         | 21 d'octubre de 2003, 19:30 UTC+10 - Canberra Stadium Assistència: 20.515 espectadors Àrbitre: Paddy O'Brien (Nova Zelanda) |
| Assaigs: Parisse Con: Wakarua Pen: Wakarua (4) |             | Assaigs: Fyffe Pen: Barker (3) | 21 d'octubre de 2003, 19:30 UTC+10 - Canberra Stadium Assistència: 20.515 espectadors Àrbitre: Paddy O'Brien (Nova Zelanda) |

| Nova Zelanda | 91–7 (35-0) | Tonga                         | 24 d'octubre de 2003, 17:30 UTC+10 - Suncorp Stadium, Brisbane Assistència: 47.588 espectadors Àrbitre: Pablo De Luca (Argentina) |
| Assaigs: Braid, Carter, Flynn, Ralph (2), Spencer, Meeuws, Assaig de càstig, Muliaina (2), MacDonald, Howlett (2) Con: MacDonald (12), Spencer |             | Assaigs: Hola Con: Tu'ipulotu | 24 d'octubre de 2003, 17:30 UTC+10 - Suncorp Stadium, Brisbane Assistència: 47.588 espectadors Àrbitre: Pablo De Luca (Argentina) |

| Itàlia           | 15-27 (9-20) | Gal·les                                                             | 25 d'octubre de 2003, 18:30 UTC+10 - Canberra Stadium Assistència: 22.641 espectadors Àrbitre: Andrew Cole (Austràlia) |
| Pen: Wakarua (5) |              | Assaigs: M. Jones, Parker, D. Jones Con: Harris (3) Pen: Harris (2) | 25 d'octubre de 2003, 18:30 UTC+10 - Canberra Stadium Assistència: 22.641 espectadors Àrbitre: Andrew Cole (Austràlia) |

| Canadà                                              | 24–7 (9-7) | Tonga                     | 29 d'octubre de 2003, 19:30 UTC+11 - WIN Stadium, Wollongong Assistència: 15.630 espectadors Àrbitre: Alain Rolland (Irlanda) |
| Assaigs: Fauth, Abrams Con: Pritchard Pen: Ross (4) |            | Assaigs: Kivalu Con: Hola | 29 d'octubre de 2003, 19:30 UTC+11 - WIN Stadium, Wollongong Assistència: 15.630 espectadors Àrbitre: Alain Rolland (Irlanda) |

| Nova Zelanda                                                                                               | 53–37 (28-24) | Gal·les                                                                           | 2 de novembre de 2003, 20:35 UTC+11 - Telstra Stadium, Sydney Assistència: 80.012 espectadors Àrbitre: André Watson (Sud-àfrica) |
| Assaigs: Rokocoko (2), MacDonald, Williams, Howlett (2), Spencer, Mauger Con: MacDonald (5) Pen: MacDonald |               | Assaigs: Taylor, Parker, Charvis, S. Williams Con: S. Jones (4) Pen: S. Jones (3) | 2 de novembre de 2003, 20:35 UTC+11 - Telstra Stadium, Sydney Assistència: 80.012 espectadors Àrbitre: André Watson (Sud-àfrica) |

## Fase final
|  | Quarts de final                           | Quarts de final                          |                                          |        | Semifinals   | Semifinals  |  |  | Final                                       | Final |
|  |                                           |                                          |                                          |        |              |             |  |  |                                             |       |
|  | 8 de novembre – Telstra Dome, Melbourne   |                                          |                                          |        |              |             |  |  |                                             |       |
|  |                                           |                                          |                                          |        |              |             |  |  |                                             |       |
|  | Nova Zelanda                              | 29                                       |                                          |        |              |             |  |  |                                             |       |
|  | Nova Zelanda                              | 29                                       | 15 de novembre – Telstra Stadium, Sydney |        |              |             |  |  |                                             |       |
|  | Sud-àfrica                                | 9                                        |                                          |        |              |             |  |  |                                             |       |
|  | Sud-àfrica                                | 9                                        | Nova Zelanda                             | 10     |              |             |  |  |                                             |       |
|  | 8 de novembre – Suncorp Stadium, Brisbane |                                          | Nova Zelanda                             | 10     |              |             |  |  |                                             |       |
|  |                                           | Austràlia                                | 22                                       |        |              |             |  |  |                                             |       |
|  | Austràlia                                 | Austràlia                                | 22                                       | 33     |              |             |  |  |                                             |       |
|  | Austràlia                                 |                                          | 22 de novembre – Telstra Stadium, Sydney | 33     |              |             |  |  |                                             |       |
|  | Escòcia                                   | 16                                       |                                          |        |              |             |  |  |                                             |       |
|  | Escòcia                                   | 16                                       | Austràlia                                | 17     |              |             |  |  |                                             |       |
|  | 9 de novembre – Telstra Dome, Melbourne   |                                          | Austràlia                                | 17     |              |             |  |  |                                             |       |
|  |                                           | Anglaterra                               | 20                                       |        |              |             |  |  |                                             |       |
|  | França                                    | Anglaterra                               | 20                                       | 43     |              |             |  |  |                                             |       |
|  | França                                    | 16 de novembre – Telstra Stadium, Sydney |                                          | 43     |              |             |  |  |                                             |       |
|  | Irlanda                                   | 21                                       |                                          |        |              |             |  |  |                                             |       |
|  | Irlanda                                   | 21                                       | França                                   | 7      | Tercer lloc  | Tercer lloc |  |  |                                             |       |
|  | 9 de novembre – Suncorp Stadium, Brisbane |                                          | França                                   | 7      | Tercer lloc  | Tercer lloc |  |  |                                             |       |
|  |                                           | Anglaterra                               | 24                                       |        |              |             |  |  |                                             |       |
|  | Anglaterra                                | Anglaterra                               | 24                                       | 28     | Nova Zelanda | 40          |  |  |                                             |       |
|  | Anglaterra                                |                                          |                                          | 28     | Nova Zelanda | 40          |  |  |                                             |       |
|  | Gal·les                                   | 17                                       |                                          | França | 13           |             |  |  |                                             |       |
|  | Gal·les                                   | 17                                       |                                          |        | 13           |             |  |  |                                             |       |
|  |                                           |                                          |                                          |        |              |             |  |  | 20 de novembre de – Telstra Stadium, Sydney |       |
|  |                                           |                                          |                                          |        |              |             |  |  |                                             |       |

### Quarts de final
| Nova Zelanda                                                                                             | 29–9 (13-6) | Sud-àfrica        | 8 de novembre de 2003, 18:30 UTC+11 - Telstra Dome, Melbourne Assistència: 40.734 espectadors Àrbitre: Tony Spreadbury (Anglaterra]) |
| Assaigs: MacDonald 16' c Mealamu 59' m Rokocoko 72' m Con: MacDonald Pen: MacDonald (3) Drop: Mauger 45' |             | Pen: Hougaard (3) | 8 de novembre de 2003, 18:30 UTC+11 - Telstra Dome, Melbourne Assistència: 40.734 espectadors Àrbitre: Tony Spreadbury (Anglaterra]) |

| Austràlia                                                                          | 33–16 (9-9) | Escòcia                                                                  | 8 de novembre de 2003, 20:00 UTC+10 - Suncorp Stadium, Brisbane Assistència: 45.412 espectadors Àrbitre: Steve Walsh (Nova Zelanda) |
| Assaigs: Mortlock 46' c Gregan 59' c Lyons 64' c Con: Flatley (3) Pen: Flatley (4) |             | Assaig: Russell 80' c Con: Paterson Pen: Paterson (2) Drop: Paterson 38' | 8 de novembre de 2003, 20:00 UTC+10 - Suncorp Stadium, Brisbane Assistència: 45.412 espectadors Àrbitre: Steve Walsh (Nova Zelanda) |

| França                                                                                                 | 43–21 (27-0) | Irlanda                                                               | 9 de novembre de 2003, 18:30 UTC+11 - Telstra Dome, Melbourne Assistència: 33.134 espectadors Àrbitre: Jonathan Kaplan (Sud-àfrica) |
| Assaigs: Magne 3' c Dominici 29' c Harinordoquy 33' c Crenca 47' c Con: Michalak (4) Pen: Michalak (5) |              | Assaigs: Maggs 52' c O'Driscoll (2) 65' c, 80+2' c Con: Humphreys (3) | 9 de novembre de 2003, 18:30 UTC+11 - Telstra Dome, Melbourne Assistència: 33.134 espectadors Àrbitre: Jonathan Kaplan (Sud-àfrica) |

| Anglaterra                                                                      | 28–17 (3-10) | Gal·les                                                             | 9 de novembre de 2003, 20:00 UTC+10 - Suncorp Stadium, Brisbane Assistència: 45.252 espectadors Àrbitre: Alain Rolland (Irlanda) |
| Assaig: Greenwood 44' c Con: Wilkinson Pen: Wilkinson (6) Drop: Wilkinson 80+1' |              | Assaigs: S. Jones 30' m Charvis 35' m M. Williams 71' c Con: Harris | 9 de novembre de 2003, 20:00 UTC+10 - Suncorp Stadium, Brisbane Assistència: 45.252 espectadors Àrbitre: Alain Rolland (Irlanda) |

### Semifinals
| Nova Zelanda                                       | 10–22 (7-13) | Austràlia                                           | 15 de novembre de 2003, 20:00 UTC+11 - Telstra Stadium, Sydney Assistència: 82.444 espectadors Àrbitre: Chris White (Anglaterra]) |
| Assaig: Thorne 35' c Con: MacDonald Pen: MacDonald |              | Assaig: Mortlock 9' c Con: Flatley Pen: Flatley (5) | 15 de novembre de 2003, 20:00 UTC+11 - Telstra Stadium, Sydney Assistència: 82.444 espectadors Àrbitre: Chris White (Anglaterra]) |

| França                             | 7–24 (7-12) | Anglaterra                                          | 16 de novembre de 2003, 20:00 UTC+11 - Telstra Stadium, Sydney Assistència: 82.346 espectadors Àrbitre: Paddy O'Brien (Nova Zelanda) |
| Assaig: Betsen 10' c Con: Michalak |             | Pen: Wilkinson (5) Drop: Wilkinson (3) 9', 38', 58' | 16 de novembre de 2003, 20:00 UTC+11 - Telstra Stadium, Sydney Assistència: 82.346 espectadors Àrbitre: Paddy O'Brien (Nova Zelanda) |

### Partit pel 3r/4t lloc
| Nova Zelanda | 40–13 (15-6) | França                                                           | 20 de novembre de 2003, 20:00 UTC+11 - Telstra Stadium, Sydney Assistència: 62.712 espectadors Àrbitre: Chris White (Anglaterra]) |
| Assaigs: Jack 12' c Howlett 20' c Rokocoko 51' c Thorn 54' c Muliaina 58' c Holah 72' m Con: MacDonald Carter (4) |              | Assaig: Elhorga 42' c Con: Yachvili Pen: Yachvili Drop: Yachvili | 20 de novembre de 2003, 20:00 UTC+11 - Telstra Stadium, Sydney Assistència: 62.712 espectadors Àrbitre: Chris White (Anglaterra]) |

### Final
| Austràlia                            | 17–20 (a.e.t.) (5-14) | Anglaterra                                                     | 22 de novembre de 2003, 20:00 UTC+11 - Telstra Stadium, Sydney Assistència: 82.957 espectadors Àrbitre: André Watson (Sud-àfrica) |
| Assaig: Tuqiri 6' m Pen: Flatley (4) | [Report]              | Assaig: Robinson 38' m Pen: Wilkinson (4) Drop: Wilkinson 100' | 22 de novembre de 2003, 20:00 UTC+11 - Telstra Stadium, Sydney Assistència: 82.957 espectadors Àrbitre: André Watson (Sud-àfrica) |

## Estadístiques

### Equips
| Equip        | Jugats | Guanyats | Empatats | Perduts | Diferència de punts | Assaigs | Conversions | Penalitats | Drop | Targetes Grogues | Targetes Vermelles |
| ------------ | ------ | -------- | -------- | ------- | ------------------- | ------- | ----------- | ---------- | ---- | ---------------- | ------------------ |
| Anglaterra   | 7      | 7        | 0        | 0       | 239                 | 36      | 27          | 23         | 8    | 1                | 0                  |
| Austràlia    | 7      | 6        | 0        | 1       | 267                 | 43      | 32          | 21         | 1    | 1                | 0                  |
| Nova Zelanda | 7      | 6        | 0        | 1       | 260                 | 52      | 40          | 6          | 1    | 1                | 0                  |
| França       | 7      | 5        | 0        | 2       | 112                 | 29      | 22          | 22         | 4    | 5                | 0                  |
| Sud-àfrica   | 5      | 3        | 0        | 2       | 104                 | 27      | 17          | 7          | 1    | 1                | 0                  |
| Irlanda      | 5      | 3        | 0        | 2       | 63                  | 20      | 16          | 9          | 1    | 1                | 0                  |
| Gal·les      | 5      | 3        | 0        | 2       | 23                  | 17      | 14          | 11         | 1    | 2                | 0                  |
| Escòcia      | 5      | 3        | 0        | 2       | −12                 | 12      | 8           | 13         | 1    | 1                | 0                  |
| Argentina    | 4      | 2        | 0        | 2       | 83                  | 18      | 13          | 6          | 2    | 1                | 0                  |
| Fiji         | 4      | 2        | 0        | 2       | −16                 | 10      | 6           | 12         | 0    | 3                | 0                  |
| Samoa        | 4      | 2        | 0        | 2       | 21                  | 18      | 12          | 8          | 0    | 1                | 0                  |
| Itàlia       | 4      | 2        | 0        | 2       | −46                 | 5       | 5           | 14         | 0    | 2                | 0                  |
| Estats Units | 4      | 1        | 0        | 3       | −39                 | 9       | 7           | 9          | 0    | 1                | 0                  |
| Canadà       | 4      | 1        | 0        | 3       | −81                 | 4       | 2           | 9          | 1    | 1                | 0                  |
| Romania      | 4      | 1        | 0        | 3       | −127                | 8       | 5           | 5          | 0    | 1                | 0                  |
| Uruguai      | 4      | 1        | 0        | 3       | −199                | 6       | 4           | 6          | 0    | 0                | 0                  |
| Japó         | 4      | 0        | 0        | 4       | −84                 | 6       | 5           | 12         | 1    | 0                | 0                  |
| Tonga        | 4      | 0        | 0        | 4       | −132                | 7       | 4           | 1          | 0    | 4                | 0                  |
| Geòrgia      | 4      | 0        | 0        | 4       | −154                | 1       | 1           | 12         | 1    | 2                | 0                  |
| Namíbia      | 4      | 0        | 0        | 4       | −282                | 4       | 4           | 0          | 0    | 1                | 0                  |

### Màxims anotadors
| Jugador           | Team         | Posició   | Jugats | Assaigs | Conversions | Penalitats | Drops | Punts | Targetes Grogues | Targetes Vermelles |
| ----------------- | ------------ | --------- | ------ | ------- | ----------- | ---------- | ----- | ----- | ---------------- | ------------------ |
| Jonny Wilkinson   | Anglaterra   | Fly-half  | 6      | 0       | 10          | 23         | 8     | 113   | 0                | 0                  |
| Frédéric Michalak | França       | Fly-half  | 6      | 2       | 17          | 18         | 1     | 101   | 0                | 0                  |
| Elton Flatley     | Austràlia    | Centre    | 6      | 1       | 16          | 21         | 0     | 100   | 0                | 0                  |
| Leon MacDonald    | Nova Zelanda | Centre    | 7      | 4       | 20          | 5          | 0     | 75    | 0                | 0                  |
| Chris Paterson    | Escòcia      | Fly-half  | 5      | 3       | 7           | 13         | 1     | 71    | 0                | 0                  |
| Mat Rogers        | Austràlia    | Full-back | 7      | 5       | 16          | 0          | 0     | 57    | 1                | 0                  |
| Mike Hercus       | Estats Units | Fly-half  | 4      | 2       | 7           | 9          | 0     | 51    | 0                | 0                  |
| Rima Wakarua      | Itàlia       | Fly-half  | 3      | 0       | 4           | 14         | 0     | 50    | 0                | 0                  |
| Earl Va'a         | Samoa        | Fly-half  | 4      | 1       | 10          | 8          | 0     | 49    | 0                | 0                  |
| Dan Carter        | Nova Zelanda | Fly-half  | 5      | 2       | 19          | 0          | 0     | 48    | 0                | 0                  |

### Màxim anotadors d'Assaigs
| Jugador             | Team         | Posició   | Jugats | Assaigs | Conversions | Penalitats | Drops | Punts | Targetes grogues | Targetes vermelles |
| ------------------- | ------------ | --------- | ------ | ------- | ----------- | ---------- | ----- | ----- | ---------------- | ------------------ |
| Doug Howlett        | Nova Zelanda | Wing      | 7      | 7       | 0           | 0          | 0     | 35    | 0                | 0                  |
| Mils Muliaina       | Nova Zelanda | Full-back | 7      | 7       | 0           | 0          | 0     | 35    | 0                | 0                  |
| Joe Rokocoko        | Nova Zelanda | Wing      | 5      | 6       | 0           | 0          | 0     | 30    | 0                | 0                  |
| Will Greenwood      | Anglaterra   | Centre    | 6      | 5       | 0           | 0          | 0     | 25    | 0                | 0                  |
| Chris Latham        | Austràlia    | Full-back | 1      | 5       | 0           | 0          | 0     | 25    | 0                | 0                  |
| Josh Lewsey         | Anglaterra   | Full-back | 5      | 5       | 0           | 0          | 0     | 25    | 0                | 0                  |
| Mat Rogers          | Austràlia    | Full-back | 7      | 5       | 16          | 0          | 0     | 57    | 1                | 0                  |
| Lote Tuqiri         | Austràlia    | Wing      | 7      | 5       | 0           | 0          | 0     | 25    | 0                | 0                  |
| Pablo Bouza         | Argentina    | No. 8     | 2      | 4       | 0           | 0          | 0     | 20    | 0                | 0                  |
| Christophe Dominici | França       | Wing      | 5      | 4       | 0           | 0          | 0     | 20    | 1                | 0                  |
| Caleb Ralph         | Nova Zelanda | Wing      | 2      | 4       | 0           | 0          | 0     | 20    | 0                | 0                  |